# 650 الجادة الخامسة
650 الضاحية الخامسة (المعروف سابقًا باسم مبنى بياجيه ومبنى مؤسسة باهليفي) هو 150 متر (490 قدم) طابقًا، بناء على حافة مركز روكفلر في شارع 52 في مدينة نيويورك.
صمم المبنى جون كارل وارنيك وشركاه  لصالح مؤسسة بهلوي، وهي منظمة غير ربحية يديرها شاه إيران آنذاك، محمد رضا بهلوي، «لمتابعة المصالح الخيرية لإيران في الولايات المتحدة». بعد الثورة الإيرانية في عام 1979، سعت جمهورية إيران الإسلامية للسيطرة على ممتلكات الشاه، بما في ذلك أصول مؤسسة بهلوي، والتي تم تغيير اسمها إلى مؤسسة ألافي.
من بين المستأجرين الذين قاموا باستئجار مساحة في 650 فيفث أفنيو (650 الجادة الخامسة)، إيفان ب. سوسكي، المضارع الشهير في وول ستريت، الذي أدين بتداول من الداخل في عام 1987، ومارك ريتش، تاجر الملياردير في مجال النفط الذي اخترع سوق النفط الفورية. جعل ثروته وغيرت الاقتصاد العالمي. [بحاجة لمصدر]

يوجد مقر لمؤسسة ألافي في الجناح 2406.

## الملكية الإيرانية
في ديسمبر 2008، سعت وحدة مصادرة الأصول ووحدة الإرهاب والأمن القومي التابعة لمكتب المدعي العام للولايات المتحدة للمنطقة الجنوبية من نيويورك إلى الاستحواذ على ملكية بنسبة 40 في المائة في المبنى بعد أن اتهم بنك ميلي الإيراني بتملك تلك النسبة من المبنى. في انتهاك للعقوبات ضد إيران. أما الـ 60 في المائة الأخرى من المبنى فهي مملوكة لمؤسسة ألفاي بونيارد التي خلفت مؤسسة باهلفي.
كان بنك ملي قد مولها في البداية بقرض بقيمة 42 مليون دولار في عام 1978.
وفقًا لحكومة الولايات المتحدة، حولت مؤسسة ألفي 35 % من الفائدة في المبنى إلى شركة شل أسا المحدودة، والتي كان لديها موظف واحد فقط، في مقابل قيام بنك ملي بإلغاء القرض رسمياً. ومع ذلك، فإن شركة شل المسجلة رسميا في جيرسي، كانت مملوكة لبنك ملي.
في عام 2012، استأجر المالكون سي بي آر إي غروب لإصلاح مساحة المبنى والتأجير وإعطاء مظهر مفاده أن إيران لم تعد لها صلات بالمبنى. أنفقت المجموعة الجديدة 11 مليون دولار لتجديد ردهة المبنى والمصاعد. [بحاجة لمصدر]

في سبتمبر 2013، حكمت المحكمة الجزئية في الولايات المتحدة للمنطقة الجنوبية لنيويورك، القاضي كاثرين ب. فورست «بناءً على الأدلة غير المقيدة في السجل، كانت آسا (وكانت) واجهة لـ [بنك إيران الوطني الأول] بنك ميلي، وبالتالي جبهة لحكومة إيران» وبالتالي يجب أن تخسر ألفي للعقار. وأشار ألفي أنه سيستأنف القرار.
في يونيو / حزيران 2017، قال المحامي الأمريكي بالإنابة جون هـ. كيم إن الولايات المتحدة مستعدة للاستيلاء على ناطحة سحاب تبلغ قيمتها ما بين نصف مليار ومليار دولار بعد أن وجدت هيئة محلفين أن العقوبات الإيرانية قد انتهكت بالفعل.